# Leandro Kappel
Leandro Kappel (sinh 14 tháng 11 năm 1989) là một cầu thủ bóng đá Hà Lan thi đấu cho Denizlispor ở vị trí tiền đạo.